# Liste der Wappen im Landkreis Günzburg
Die Liste der Wappen im Landkreis Günzburg zeigt die Wappen der Gemeinden im bayerischen Landkreis Günzburg.

## Landkreis Günzburg

Landkreis Günzburg Gespalten; vorne in Rot ein halber silberner Adler am Spalt; hinten fünfmal schräg links geteilt von Silber und Rot, überdeckt von einem goldenen Pfahl.
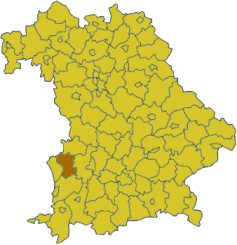
Lage des Landkreises Günzburg in Bayern
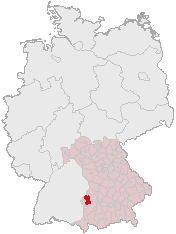
Lage des Landkreises Günzburg in Deutschland
Landkreis Augsburg (1862–1972)
Landkreis Günzburg (1862–1972) Über blauem Schildfuß, darin ein silberner Wellenbalken, fünfmal schräglinks geteilt von Silber und Rot, überdeckt mit einem goldenen Pfahl.
Landkreis Krumbach (Schwaben) (1862–1972) Gespalten und hinten geteilt; vorne in Rot ein halber silberner Adler am Spalt; hinten oben dreimal geteilt von Rot und Silber, unten in Blau drei, zwei zu eins gestellte goldene Kugeln.
Landkreis Neu-Ulm (1862–1972)

## Wappen der Städte, Märkte und Gemeinden

Gemeinde Aichen Unter goldenem Schildhaupt, darin eine grüne Eichel mit drei grünen Eichenblättern, gespalten, vorne fünfmal schräglinks geteilt von Silber und Rot, belegt mit einem goldenen Pfahl, hinten in Rot ein silberner Seitensparren.
Gemeinde Aletshausen Gespalten durch einen goldenen Pfahl; vorne geteilt von Silber und Blau, oben ein schräggestellter roter Petrusschlüssel, unten drei 2 zu 1 gestellte goldene Ballen; hinten in Rot eine silberne Weintraube.
Gemeinde Balzhausen Gespalten durch einen goldenen Pfahl in Grün und Rot; vorne ein silbernes Haus mit goldenem Dach, hinten ein schwebendes silbernes Tatzenkreuz.
Gemeinde Bibertal Über grünem Dreiberg fünfmal schräglinks geteilt von Silber und Rot mit einem silbernen Herzschild, darin unter blauem Wellenbalken ein roter Granatapfel an grün belaubtem Stiel.
Gemeinde Breitenthal Über grünem Dreiberg gespalten von Rot und Silber, vorne drei goldene Roggenähren, hinten ein blauer Wellenbalken.
Gemeinde Bubesheim Unter silbernem Schildhaupt, darin ein schreitender roter Löwe, in Blau zwei silberne Spitzen, die mit je einer silbernen Rose mit goldenem Butzen besteckt sind.
Stadt Burgau In Blau auf grünem Boden ein zinnengekrönter silberner Torturm zwischen zwei grünen Tannen.
Markt Burtenbach In Rot zwei schräg gekreuzte silberne Schlüssel, denen eine aufrechte, bewurzelte goldene Lilie unterlegt ist.
Gemeinde Deisenhausen Gespalten; vorne im Zinnenschnitt geteilt von Schwarz und Silber, hinten in Rot zwei gekreuzte Pilgerstäbe, oben und unten beseitet von je einer silbernen Pilgermuschel.
Gemeinde Dürrlauingen Durch eine eingeschweifte blaue Spitze, darin eine goldene Lilie, gespalten; vorne fünfmal schräg geteilt von Rot und Silber, hinten in Silber ein golden gekrönter schwarzer Wolf.
Gemeinde Ebershausen Gespalten von Rot und Silber, belegt mit einer Hebezange in verwechselten Farben.
Gemeinde Ellzee Gespalten durch einen schmalen goldenen Pfahl; vorne fünfmal schräglinks geteilt von Silber und Rot, hinten in Blau ein aufrechter, wachsender silberner Abtstab.
Gemeinde Gundremmingen Über goldener Zinnenmauer mit Torturm im Schildfuß in Blau ein goldenes Atomsymbol.
Große Kreisstadt Günzburg Gespalten; vorne die bayerischen Rauten, hinten in Silber auf grünem Dreiberg ein roter Zinnenturm mit Spitzdach und offenem Tor.
Gemeinde Haldenwang Geteilt von Silber und Blau; oben ein breiter roter Pfahl, der mit einer silbernen heraldischen Lilie belegt ist, vorne ein linksgewendeter schwarzer Eselsrumpf, hinten ein roter Kessel mit Henkel; unten drei 2 zu 1 gestellte goldene Kugeln.
Stadt Ichenhausen Gespalten; vorne in Rot ein silberner Windhund mit goldenem Halsband, hinten geviert; 1 und 4: in Gold übereinander drei schwarze Wolfsangeln, 2 und 3: in Gold ein von Rot und Silber in drei Reihen gerauteter Schräglinksbalken.
Markt Jettingen-Scheppach In Silber unter einer schwarzen Wolfsangel drei deichselförmig gestellte rote Adlerfüße.
Gemeinde Kammeltal Unter rotem Schildhaupt, darin nebeneinander drei silberne Großbuchstaben P, in Gold ein schwarzer Balken.
Gemeinde Kötz Unter rotem Schildhaupt, darin nebeneinander zwei silberne Holzäpfel mit grünen Stielen und Blättern, in Gold ein roter Schwan.
Stadt Krumbach (Schwaben) In Rot ein schräglinker silberner Wellenbalken.
Gemeinde Landensberg Gespalten von Blau und Silber; vorne über einem bewurzelten goldenen Baumstumpf eine silberne Rose mit goldenem Butzen und goldenen Kelchblättern, hinten ein goldenbewehrter blauer Greif.
Stadt Leipheim In Blau ein mit drei sechsstrahligen roten Sternen belegter goldener Schrägbalken.
Markt Münsterhausen Gespalten; vorne gespalten von Rot und Silber, hinten in Blau ein fünfstrahliger goldener Stern über einem liegenden goldenen Halbmond.
Markt Neuburg a. d. Kammel In Silber ein aus grünem Buschwerk wachsender roter Rehbock mit goldenen Stangen.
Markt Offingen Schild gespalten; vorne in Gold drei übereinander stehende schwarze Wolfsangeln, hinten unter weißem Schildhaupt in Blau drei 2 zu 1 gestellte goldene Kugeln.
Gemeinde Rettenbach Gespalten von Rot und Silber; vorne ein goldener Pfahl, hinten ein schwebender schwarzer Eselskopf.
Gemeinde Röfingen Über goldenem Schildfuß, darin drei schwarze Pfähle, gespalten; vorne fünfmal schräglinksgeteilt von Silber und Rot, überdeckt mit einem goldenen Pfahl, hinten in Rot ein silberner Pferdekopf.
Stadt Thannhausen In Blau auf grünem Boden ein silbernes Haus mit Ecktürmchen, auf deren roten Zwiebeldächern goldene Windfahnen wehen; vor dem offenen Tor eine grüne Tanne.
Gemeinde Ursberg Geteilt von Silber und Rot; oben ein sitzender Bär, unten ein durchgehendes goldenes Balkenkreuz.
Markt Waldstetten Gespalten von Silber und Rot; vorne ein durchgehendes schwarzes Tatzenkreuz, belegt mit einem schmäleren silbernen Kreuz, dessen Arme in goldenen Lilien enden; hinten eine aufgestellte goldene Egge.
Gemeinde Waltenhausen Über silbernem Schildfuß, darin ein mit drei goldenen Kugeln belegter schwarzer Schrägbalken, in Blau eine goldene heraldische Lilie.
Gemeinde Wiesenbach Gespalten von Blau und Gold; vorne ein links gewendeter golden gekrönter und bewehrter silberner Löwe, hinten auf grünem Boden nebeneinander drei grüne Roggenähren.
Gemeinde Winterbach Über einer gesenkten eingeschweiften silbernen Spitze, darin silber-blaues Eisenhutfeh in drei Reihen, gespalten; vorne geteilt von Blau und Rot, belegt mit einem schräggekreuzten gestürzten silbernen Schwert und einem silbernen Bischofsstab, hinten geteilt von Silber und Rot, belegt mit einem gekrönten Löwen in verwechselten Farben.
Markt Ziemetshausen Geviert; 1 und 4: in Rot ein aufspringendes silbernes Ross, 2 und 3: in Silber ein golden gekrönter roter Löwe; alle Figuren einander zugewendet.

## Ehemalige Gemeinden mit eigenem Wappen

Gemeinde Anhofen
Gemeinde Attenhausen
Gemeinde Autenried
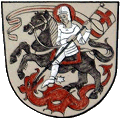
Gemeinde Bayersried
Gemeinde Bayersried-Ursberg
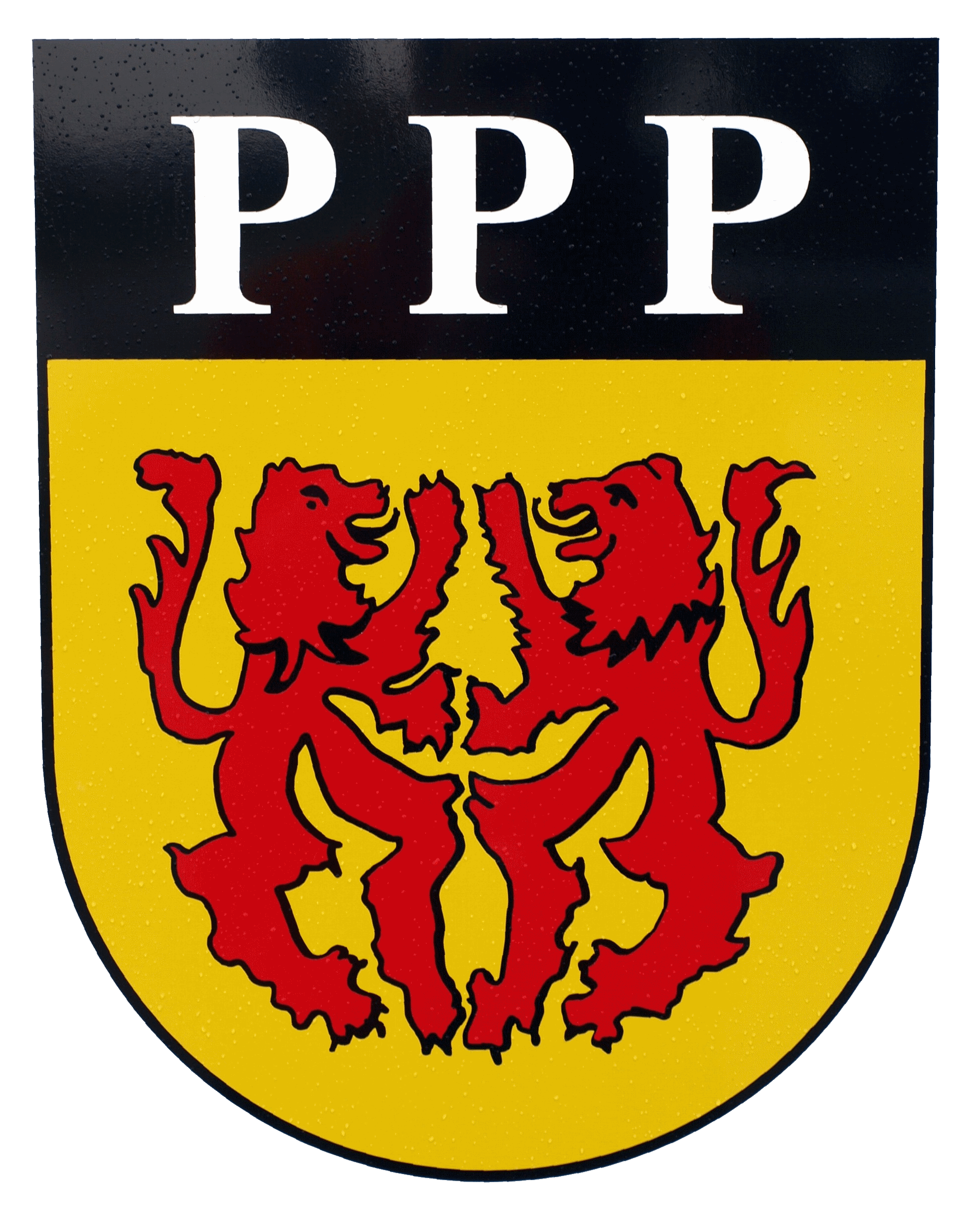
Gemeinde Behlingen
Gemeinde Billenhausen
Gemeinde Bühl
Gemeinde Burg
Gemeinde Deffingen
Gemeinde Denzingen
Gemeinde Deubach
Gemeinde Ebersbach
Gemeinde Echlishausen
Gemeinde Edelstetten
Gemeinde Edenhausen
Gemeinde Egenhofen
Gemeinde Eichenhofen
Gemeinde Ettenbeuren
Gemeinde Ettlishofen
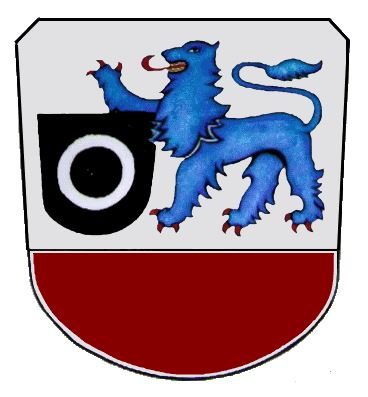
Gemeinde Freihalden
Gemeinde Glöttweng
Gemeinde Goldbach
Gemeinde Großanhausen
Gemeinde Großkissendorf
Gemeinde Großkötz
Stadt Günzburg alt
Gemeinde Hafenhofen
Gemeinde Hagenried
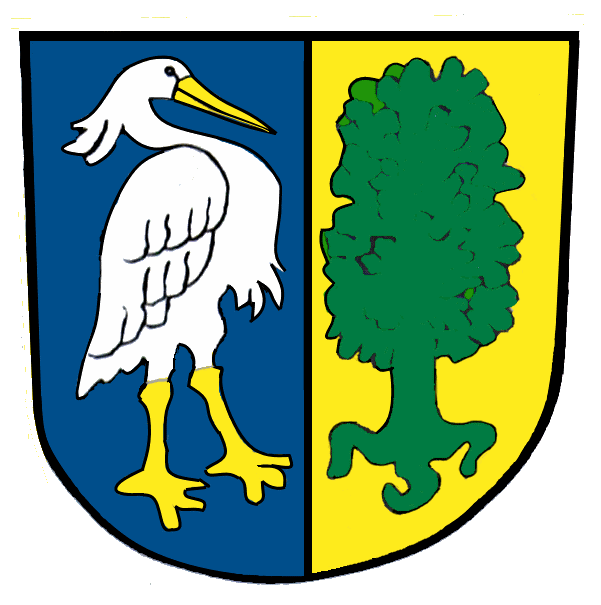
Gemeinde Hairenbuch
Gemeinde Hammerstetten
Gemeinde Harthausen
Gemeinde Haupeltshofen
Gemeinde Hausen
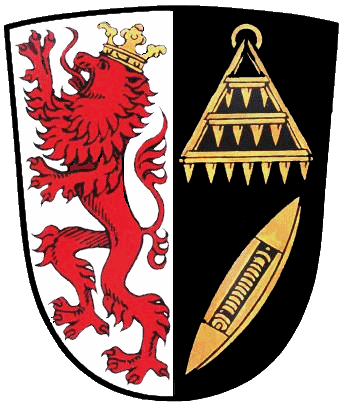
Gemeinde Hochwang
Gemeinde Hohenraunau
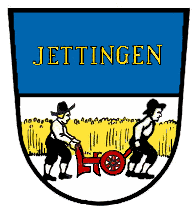
Gemeinde Jettingen
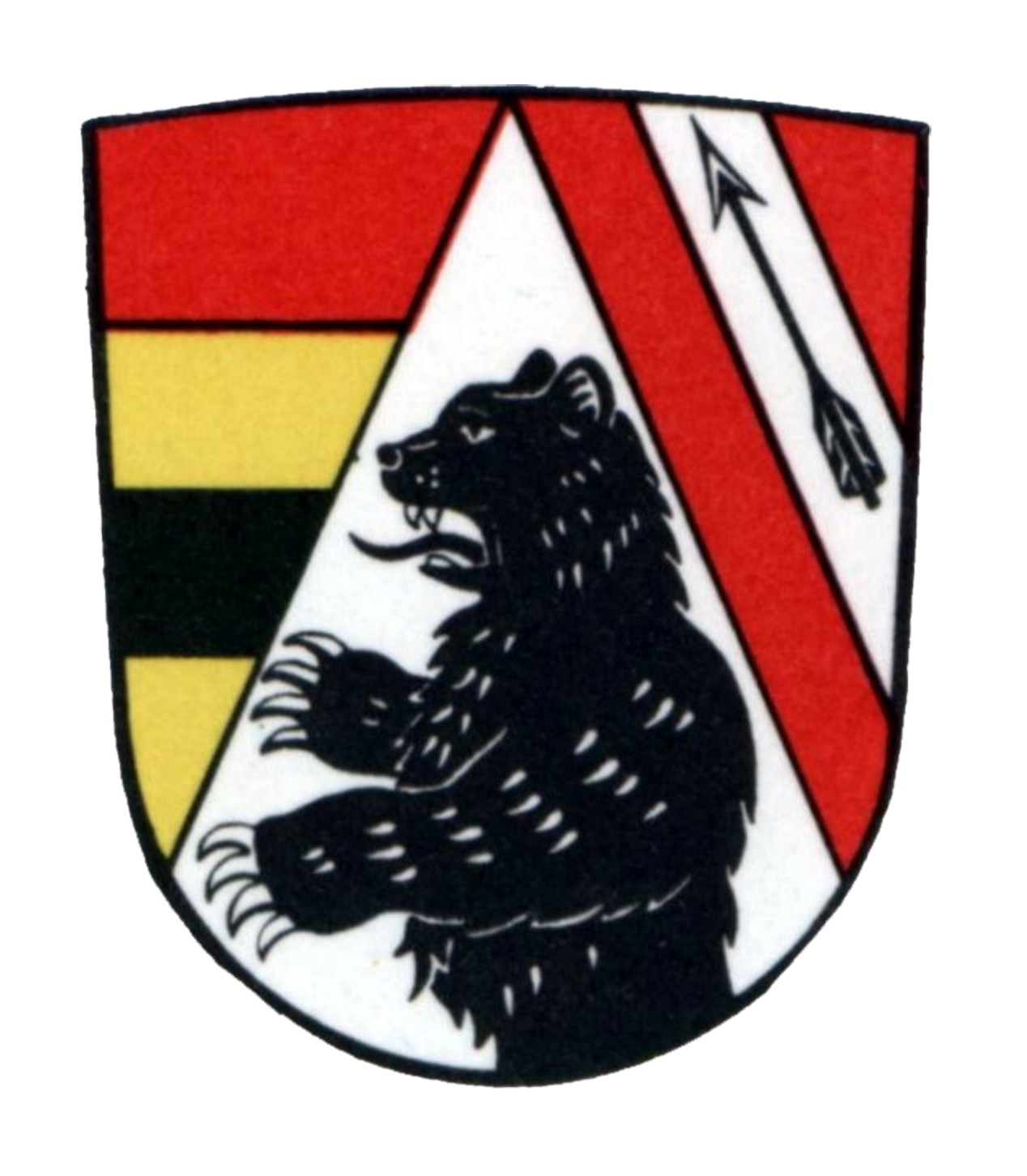
Gemeinde Kemnat
Gemeinde Kleinbeuren
Gemeinde Kleinkissendorf
Gemeinde Kleinkötz
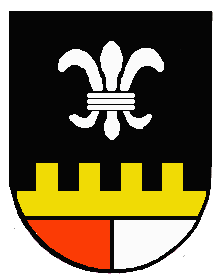
Gemeinde Konzenberg
Gemeinde Langenhaslach
Gemeinde Lauterbach
Gemeinde Leinheim
Gemeinde Limbach
Gemeinde Memmenhausen
Gemeinde Mindelaltheim Unter von Gold und Grün gespaltenem Schildhaupt gespalten von Grün und Gold; vorne ein halbes, mit silbernen Messern besetztes goldenes Rad, hinten ein rotes Kleeblattdoppelkreuz.
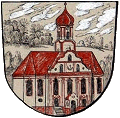
Gemeinde Mindelzell
Gemeinde Mönstetten
Gemeinde Muttershofen
Gemeinde Nattenhausen
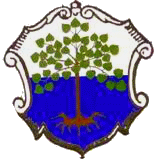
Gemeinde Niederraunau Lindenbaum vor silbern/blauem Untergrund
Gemeinde Nornheim
Gemeinde Oberbleichen
Gemeinde Oberegg
Gemeinde Obergessertshausen
Gemeinde Oberknöringen
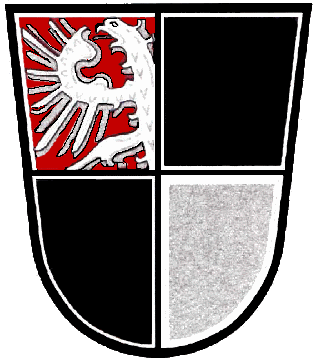
Gemeinde Oberrohr
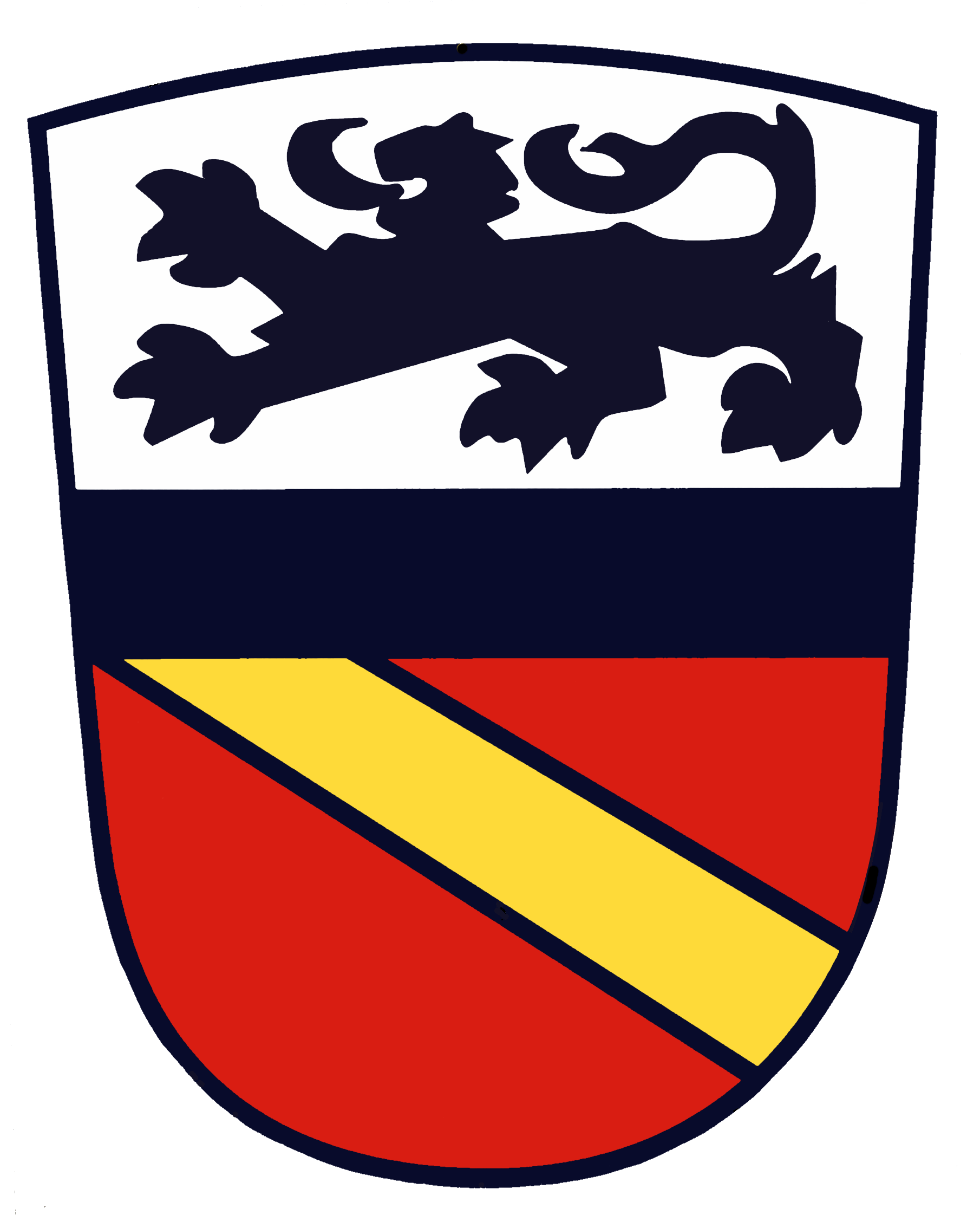
Gemeinde Oberwaldbach
Gemeinde Oberwiesenbach
Gemeinde Oxenbronn
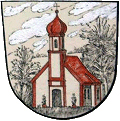
Gemeinde Premach
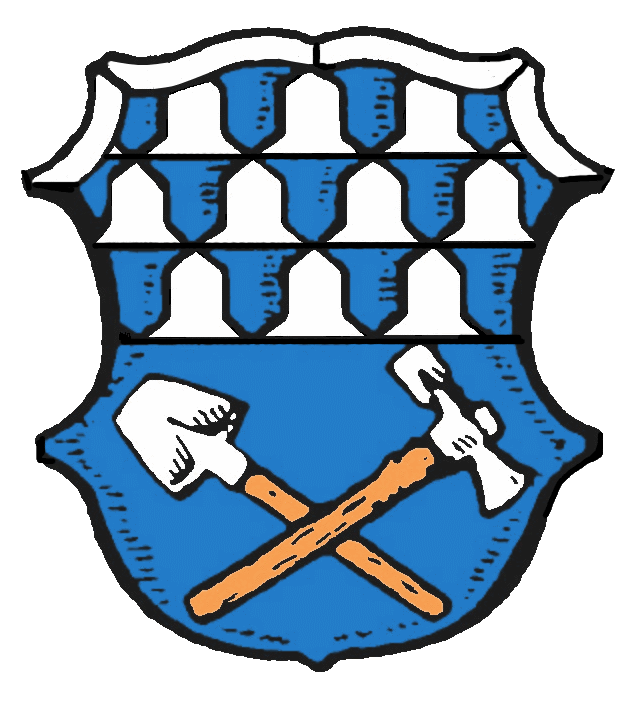
Gemeinde Rechbergreuthen
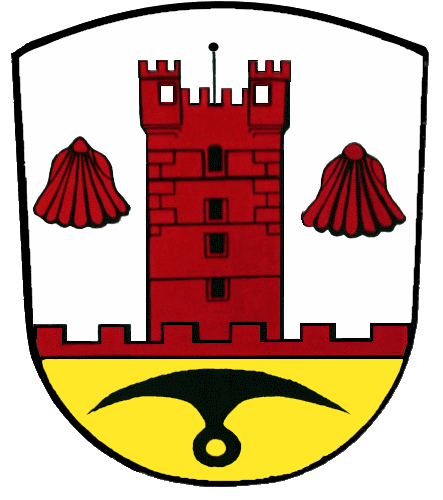
Gemeinde Reisensburg
Gemeinde Remshart
Gemeinde Ried
Gemeinde Ried
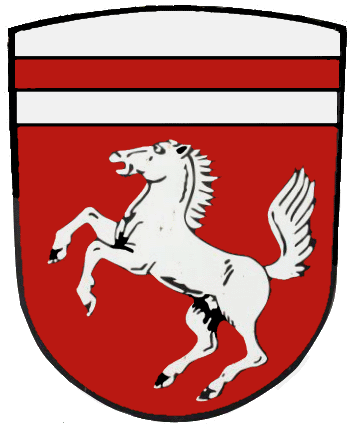
Gemeinde Rieden a. d. Kötz
Gemeinde Riedhausen b. Günzburg
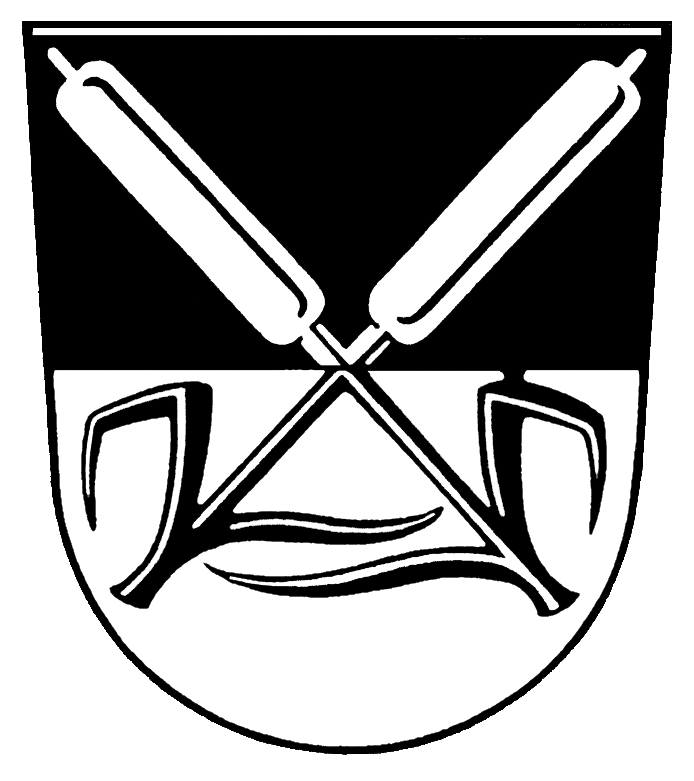
Gemeinde Riedheim
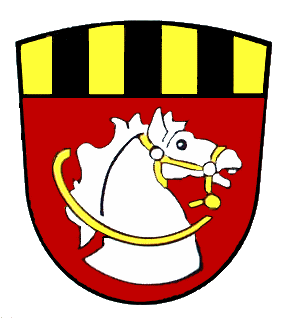
Gemeinde Roßhaupten
Gemeinde Schellenbach
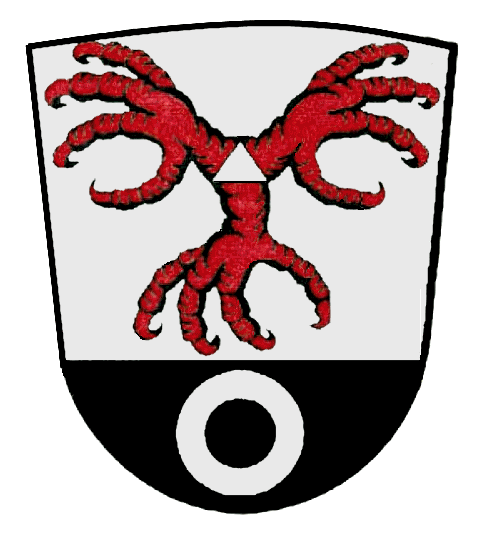
Gemeinde Scheppach
Gemeinde Schneckenhofen
Gemeinde Schnuttenbach
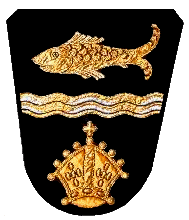
Gemeinde Schönebach In Schwarz ein goldener Wellenbalken, darüber ein waagrechter goldener Fisch, unten eine goldene Mitra.
Gemeinde Schönenberg
Gemeinde Seifertshofen
Gemeinde Silheim
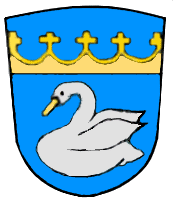
Gemeinde Stoffenried
Gemeinde Unterbleichen
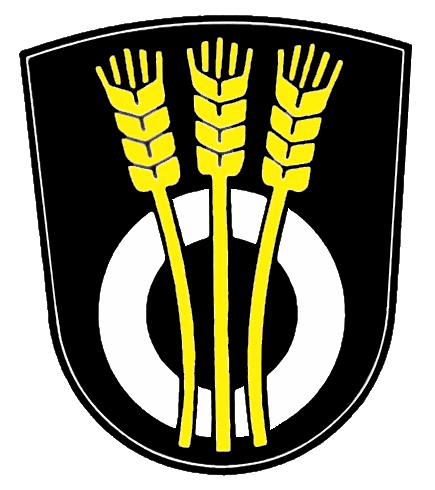
Gemeinde Unterknöringen
Gemeinde Unterrohr
Gemeinde Unterwiesenbach
Gemeinde Uttenhofen
Gemeinde Waldkirch
Gemeinde Wasserburg
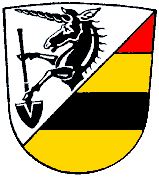
Gemeinde Wattenweiler
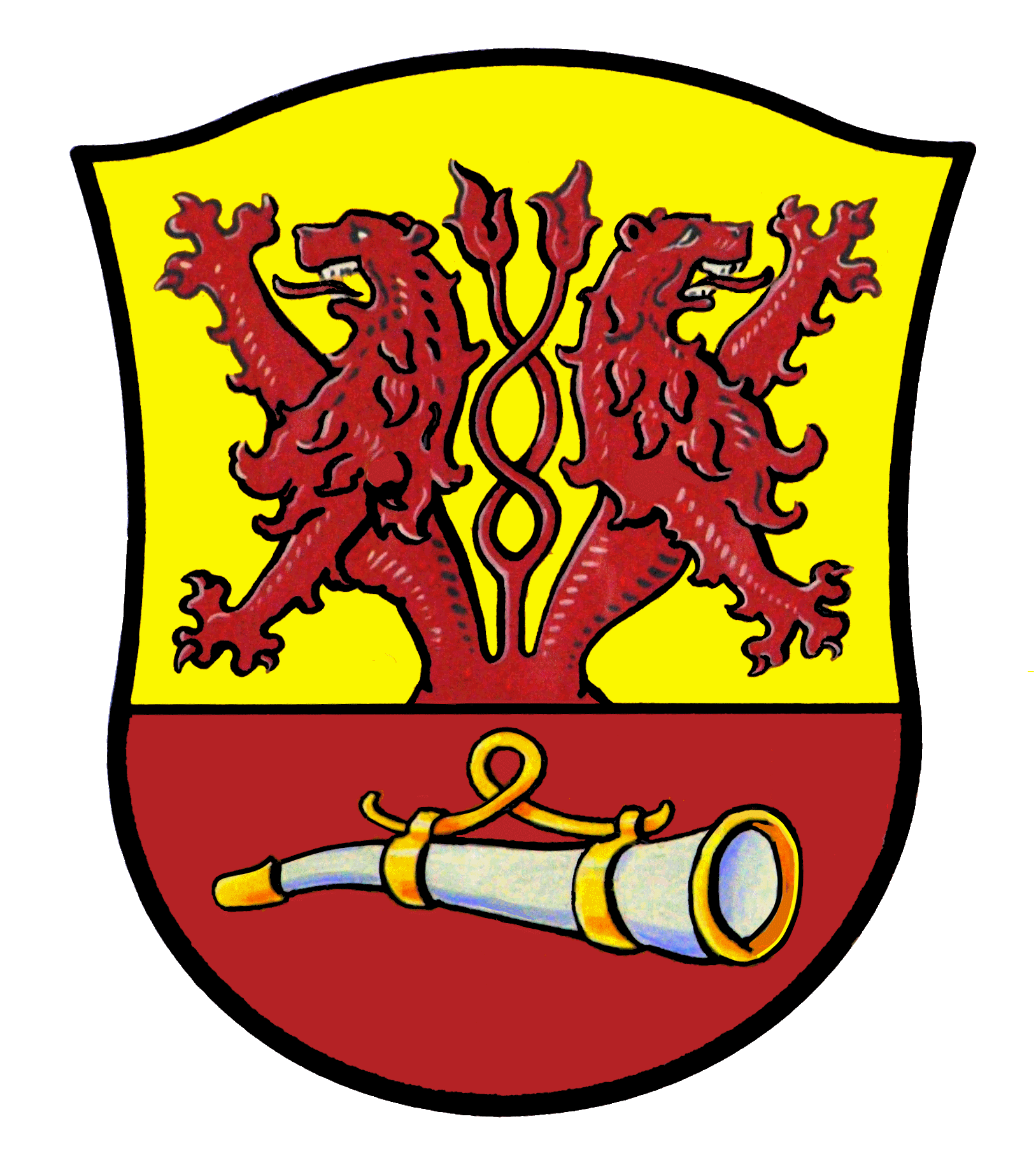
Gemeinde Weiler
Gemeinde Weißingen
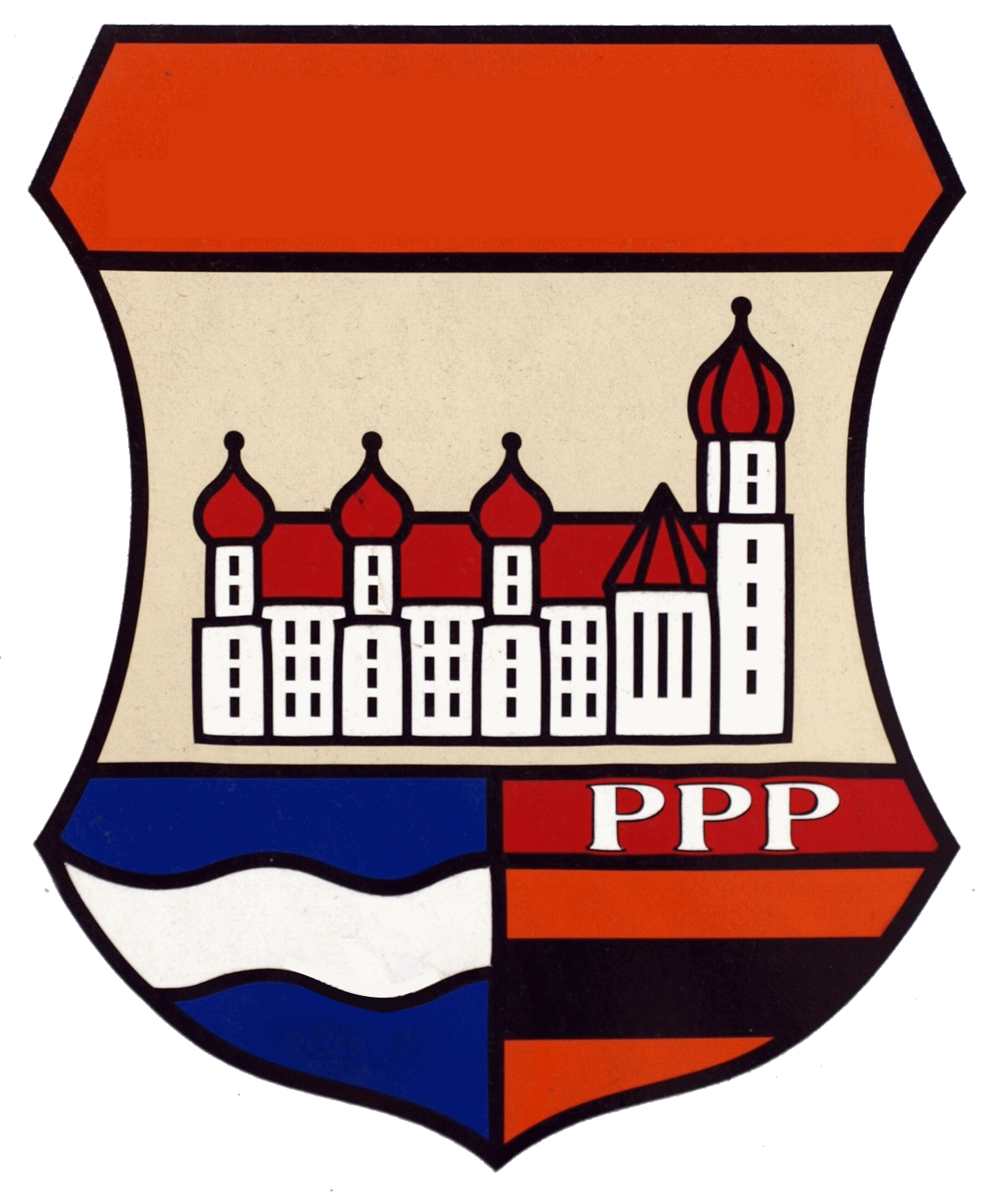
Gemeinde Wettenhausen
Gemeinde Winzer